# الحرب الإنجليزية الماراثية الثالثة
كانت الحرب الإنجليزية الماراثية الثالثة (1817-1818) الصراع الأخير والحاسم بين شركة الهند الشرقية البريطانية وإمبراطورية مارثا في الهند. تركت الحرب الشركة تسيطر على معظم الهند. بدأ ذلك بغزو أراضي شركة مارثا من قبل قوات شركة الهند الشرقية البريطانية، وهي أكبر قوة خاضعة للسيطرة البريطانية احتشدت في الهند. وقد ترأس القوات الحاكم العام هاستينغز (لا علاقة له بـ وارن هاستينغز، أول حاكم عام للبنغال) بدعم من قوة بقيادة الجنرال توماس هيسلوب. بدأت العمليات ضد البنداريس، وهي مجموعة من المرتزقة المسلمين ومراثاس من وسط الهند.
انتصرت قوات بيشوا باجيراو الثاني، مدعومة بقوات مادهوجي بونسل الثاني من ناجبور ومالهيراو هولكار الثالث من أندوري، على شركة الهند الشرقية البريطانية. أقنع الضغط والدبلوماسية الزعيم الرابع لمارثا، دالاتارو شيندي من جواليور، بالبقاء محايدًا على الرغم من أنه فقد السيطرة على راجستان.
كانت الانتصارات البريطانية سريعة، ما أدى إلى انهيار إمبراطورية مارثا وفقدان استقلال مارثا. هُزم البيشوا في معارك خادكي وكوريجون. خاضت قوات البيشوا عدة معارك بسيطة لمنع أسره.
قُبض على البيشوا في نهاية المطاف ووُضعت في عقار أو مقاطعة صغيرة في بيتور بالقرب من كانبور. ضُمت معظم أراضيها وأصبحت جزءًا من رئاسة بومباي. استعيد مهراجا ساتارا كحاكم لإقليمه كدولة أو ولاية الأميرية. في عام 1848، ضُمت هذه الأراضي أيضًا من قبل رئاسة بومباي بموجب مبدأ سياسة السقوط للورد دالهوزي. هُزم بونسل في معركة سيتابولدي وهولكار في معركة ماهيدبور. ضُم الجزء الشمالي من هيمنة بونسل في ناجبور وما حولها، بالإضافة إلى أراضي بيشوا في بوندلخاند، من قبل الهند البريطانية كأقاليم سوجور ونيربودا. أسفرت هزيمة بهونسل وهولكار أيضًا عن استحواذ البريطانيين على ماراتا مارثا في ناجبور وإندور. جنبًا إلى جنب مع جواليور من شيندي وجهانسي من بيشوا، أصبحت كل هذه المناطق ولايات الأميرية التي تعترف بالسيطرة البريطانية. ظهرت الكفاءة البريطانية في صنع الحرب الهندية من خلال انتصاراتهم السريعة في خادكي، سيتابولدي، ماهيدبور، كوريجون، وساتارا.

## الماراثيون والبريطانيون
اكتشفت الإمبراطورية الماراثية عام 1674 بواسطة شاتراباتي شيفاجي مهراج من سلالة بهوسل ومن بين العناصر الشائعة لدى مواطني إمبراطورية شاتراباتي شيفاجي الماراثية هي اللغة الماراثية والديانة الهندوسية الذين لديهم شعور قوي بالانتماء إليها وهو الشعور الوطني. قاد شيفاجي جهود المقاومة لتحرير الهندوس من المغول وسلطة بيجابور المسلمة وتأسيس حكم للهندوس، فقد كانت تعرف هذه المملكة باسم هيندافي سواراجيا (الحكم الذاتي للهندوس) في اللغة الماراثية وقد عينت مدينة رايجاد عاصمة لشاتراباتي شيفاجي وقد دافع الأخير بنجاح عن إمبراطوريته من هجمات الإمبراطورية المغولية وتعرضت إمبراطوريته الماراثية للهزيمة وتجاوزتها لتصبح كسلطة رئيسية في الهند في غضون بضعة عقود. كان المكون الرئيسي للإدارة الماراثية هو مجلس الثمانية وزراء ويدعى إشتابرادهان، وكان الأكبر سنًا والأهم مكانة في هذا المجلس يدعَون البيشوا أو الموخيا برادهان (رئيس الوزراء).

### تطور السلطة البريطانية
عندما كان الماراثيون يقاتلون المغول في أوائل القرن الثامن عشر والبريطانيون يشغلون مناصب تجارية صغيرة في مومباي ومادراس وكالكوتا، قام البريطانيون بتحصين الميناء البحري لمومباي بعد أن رأوا الماراثيين يهزمون البرتغاليين بالقرب من فاساي. في مايو 1739، أرسل البريطانيون مبعوثين للتفاوض على معاهدة وذلك في محاولة لجعل الماراثيين بعيدًا عن مومباي وقد نجح المبعوثون ووقعت المعاهدة في 12 تموز 1739، ما أعطى الحق لشركة شرق الهند البريطانية بالقيام بالتجارة الحرة في الأراضي الماراثية. حشد نظام حيدراباد دعم الفرنسيين لحربه ضد المهاراتا في الجنوب. وكرد فعل لهذا، طلب البيشوا دعم البريطانيين لكن رُفضوا. وقد شكلت البيشوا سابقة من خلال طلب مساعدتهم لحل صراعات المهاراتا الداخلية وكانت غير قادرة على رؤية القوة المتزايدة للبريطانيين. وعلى الرغم من قلة الدعم، تمكن الماراثيون من هزيمة النظام على مدى خمس سنوات.
خلال الحقبة 1761-1750، هزم البريطانيون شركة الهند الشرقية الفرنسية في الهند وبحلول عام 1793 تم تأسيسها بصرامة في البنغال في الشرق والمدراس في الجنوب ولم يتمكنوا من التوسع إلى الغرب حيث كان الماراثيون المهيمنين هناك لكنهم دخلوا سورات من الساحل الغربي عبر البحر.
زحف الماراثيون إلى ما راء نهر السند مع ازدهار إمبراطوريتهم، إذ تم تفويض مسؤولية إدارة الإمبراطورية الماراثية الممتدة في الشمال لقائدين ماراثيين شندي وهولكار كما كان البيشوا مشغولين في الجنوب ولم يتصرف القائدان بتناغم وتأثرت سياستهما بالمصالح الشخصية والمطالب المالية وقد عزلوا الحكام الهندوس الآخرين مثل الراجبوت والجات والروهيلاس وفشلوا دبلوماسيًا في الفوز على زعماء مسلمين آخرين. جاءت ضربة كبيرة للماراثيين في هزيمتهم في 14 يناير 1761 في بانيبات ضد قوة إسلامية مشتركة تجمعت لأجل الجهاد (المعركة المقدسة) بقيادة الأفغاني أحمد شاه عبد علي وقد مات جيل كامل من القادة الماراثيين نتيجة لهذا الصراع. ومع ذلك، بين عامي 1761 و1773، استعاد الماراثيون الأرض المفقودة في الشمال.

### العلاقات الإنجليزية الماراثية
لم تتم انتصارات الماراثيين في الشمال بسبب السياسات المتناقضة لهولكار وشندي والنزاعات الداخلية في عائلة البيشوا والتي تأججت في مقتل ناريانراو وبيشوا في 1773. ونتيجة لهذا، فقد اختفى الماراثيون من شمال الهند وطُرد راغهوناثراو من مقعد برلمان بيشوا بسبب استمرار المنافسات الداخلية في مهاراتا وطلب المساعدة من البريطانيين ووقعوا معاهدة سورات معه في مارس 1775، وقدمت له هذه المعاهدة المساعدة العسكرية في مقابل السيطرة على جزيرة سالسيت وقلعة باسين.
فجرت المعاهدة العديد من الحوارات بين البريطانيين في الهند وأوروبا بسبب الآثار الخطيرة للمواجهة مع الماراثيين الأقوياء. وكان هناك سبب آخر للقلق، هو أن مجلس مومباي قد تجاوز سلطته الدستورية بتوقيع مثل هذه المعاهدة وقد كانت هذه المعاهدة السبب في بداية أول حرب بين الأنجلو والماراثيين وكانت هذه الحرب حالة من الجمود تقريبًا بسبب عدم وجود جانب قادر على هزيمة الآخر، وقد انتهت الحرب بمعاهدة سالاباي في 1782 بواسطة ماهادجي شندي. كانت حكمة ووارن هاستينغز السبب الرئيسي لنجاح البريطانيين بالحرب فقد قام بتدمير التحالف المضاد لبريطانيا وافتعل شقاقًا بين شيندي وبونسل وبيشوا.
كان الماراثيون لا يزالون في وضع قوي للغاية عندما وصل كورونواليس الحاكم العام الجديد للأراضي الواقعة تحت سيطرة البريطانيين إلى الهند في عام 1786 وبعد معاهدة سالاباي، اتبع البريطانيون سياسة التعايش في الشمال. نعم البريطانيون والماراثيون بأكثر من عقدين من السلام بفضل دبلوماسية نانا بهادنافيس، الوزيرة في محكمة بيشوا ساواي مادهافراو والبالغة من العمر 11 عامًا وقد تغيير الوضع بعد وقت قصير من وفاة نانا في عام 1800. تسبب الصراع على السلطة بين هولكار وشندي في قيام هولكار بمهاجمة البيشوا في بوني عام 1801، وذلك لأن البيشوا انحازوا إلى شندي. وقد هرب باجي راو الثاني قائد البيشوا من بوني إلى بر الأمان على متن سفينة حربية بريطانية لأنه خشي من فقدان صلاحياته أو قوته ووقع معاهدة باسين والتي جعلت البيشوا في الواقع حليفًا خاضعًا للبريطانيين.
كرد فعل على المعاهدة، هاجم بونسل وشندي البريطانيين لرفضهم خيانة أسيادهم للبريطانيين من قبل البيشوا وهذه كانت بداية الحرب الثانية بين الأنجلو والماراثيين في 1803. وقد هُزم كلاهما من قبل البريطانيين وخسر جميع القادة الماراثيين أجزاء كبيرة من أراضيهم للبريطانيين.

## نظرة عامة
كانت إمبراطورية مارثا تفتقر إلى نظام تجسس فعال، وكانت لديها دبلوماسية ضعيفة مقارنة بالبريطانيين. كانت مدفعية مارثا قديمة، وتم استيراد الأسلحة. كان الضباط الأجانب مسؤولين عن التعامل مع الأسلحة المستوردة؛ لم يستخدم المهاراتا أبداً رجاله بأعداد كبيرة لهذا الغرض. على الرغم من أن مشاة مارثا أُشيد بهم من قبل أمثال ويلنجتون، إلا أنهم كانوا تحت قيادة جنرالاتهم بشكل سيئ واعتمدوا بشكل كبير على المرتزقة (المعروفين باسم بينداريس). خلقت البنية الشبيهة بالكونفدرالية التي تطورت داخل الإمبراطورية نقصًا في الوحدة اللازمة للحروب.
في وقت الحرب، كانت قوة شركة الهند الشرقية البريطانية في ارتفاع، في حين أن إمبراطورية مارثا كانت في انخفاض. كان البريطانيون قد انتصروا في الحرب الأنجلو مارثا السابقة وكان المارثاس تحت رحمتهم. كان بيشوا إمبراطورية مارثا في هذا الوقت باجي راو الثاني. أصبح العديد من قادة مارثا الذين وقفوا في السابق مع البيشوا تحت السيطرة البريطانية أو الحماية. كان لدى البريطانيين ترتيب مع سلالة الجيكواد في مقاطعة مارثا في بارودا لمنع البيشوا من تحصيل الإيرادات في تلك المقاطعة. أرسل جيكواد مبعوثًا إلى بيشوا في بوني للتفاوض على نزاع بشأن تحصيل الإيرادات. كان المبعوث، جانجادهار شاستري، تحت الحماية البريطانية. تم اغتياله، واشتُبه في وزير بيشوا، تريمباك دينجل، في ارتكاب الجريمة.
انتهز البريطانيون الفرصة لإجبار باجي راو على إبرام معاهدة. تم التوقيع على المعاهدة (معاهدة بيون) في 13 يونيو 1817. ومن بين الشروط الأساسية التي فرضت على البيشوا هي الاعتراف بتهمة دينجل، والتخلي عن المطالبات المتعلقة بجايكواد، وتسليم البريطانيين مساحات كبيرة من الأراضي. وشملت هذه أهم حصن في ديكان، وساحل كونكان، وجميع الأماكن شمال نارمادا وجنوب أنهار تونجابهادرا. لم يكن البيشوا على اتصال مع أي قوى أخرى في الهند. كما طلب المقيم البريطاني ماونتستيورات إلفينستون من البيشوا حل سلاح الفرسان.